# Luciana (Fauglia)
Luciana è una frazione del comune italiano di Fauglia, nella provincia di Pisa, in Toscana.

## Storia
Probabile villaggio etrusco, la tradizione fa risalire le origini di Luciana all'antica famiglia dei Luci, coloni romani che possedevano queste terre. Le prime notizie certe, tuttavia, risalgono al Medioevo: il 2 maggio 1292 è stipulato a Luciana un contratto di vendita, mentre nel testamento del nobile pisano Baciameo Gualandi del settembre 1315 risulta che il villaggio era proprietà dei Gualandi i quali qui producevano annualmente 50 staia di grano.
Il 20 ottobre 1406 il borgo fu sottomesso a Firenze , che procedette all'abbattimento dell'antico castello di S. Regolo (oggi ridotto a fattoria). 
Nel 1498 vi si combatté la cruenta Battaglia di San Regolo tra fiorentini e pisano-veneziani.
Sottoposta alla giurisdizione del Vicariato delle Colline e di Lari, nel 1606 entrò a far parte del Capitanato di Livorno finché, in seguito alle riforme lorenesi nel 1776, Luciana fu inserito nella podesteria di Rosignano e nella cancelleria di Lari. Il borgo fu sconvolto da un violento terremoto il 14 agosto 1846 che distrusse gran parte delle sue abitazioni.
Divenuto centro di villeggiatura di alcune nobili famiglie (Malenchini, Giustiniani), tra la fine dell'800 e il primo decennio del '900 ebbe un discreto sviluppo edilizio. Nel corso della Seconda Guerra Mondiale, fu centro di molte famiglie sfollate che fuggivano i bombardamenti di Livorno e di Pisa. Come molti centri rurali della zona nel secondo dopoguerra subì un progressivo spopolamento verso i centri maggiori, ma dagli anni 80-90 del XX secolo diviene protagonista di un nuovo sviluppo edilizio con la costruzione di numerose abitazioni uni o bifamiliari.

## Monumenti e luoghi d'interesse
- Chiesa di Santa Lucia, chiesa parrocchiale della frazione, è stata costruita nel 1740 su di un preesistente edificio di origine medievale, ricordato già nel 1227 e dipendente dal piviere di Scontriano.[1] Gravemente danneggiata dal terremoto del 1846, è stata restaurata nel 1856.

- Villa Rosselmini, edificio già proprietà dei Poggibonsi di Pisa e poi dei Malenchini, conserva all'interno del proprio giardino alcune pietre miliari ed altri reperti romani della via Emilia.[1]
- Villa Giustiniani, edificio ottocentesco con vasto giardino posto sulla strada che porta alla fattoria di Santo Regolo.